# يويا يوشيزاوا
يويا يوشيزاوا (باليابانية: 吉澤 佑哉) (20 أبريل 1986 في توتشيغي في اليابان – )؛ هو لاعب كرة قدم ياباني سابق كان يلعب كمدافع.

## وصلات خارجية
- يويا يوشيزاوا على موقع رابطة كرة القدم اليابانية للمحترفين (اليابانية)
- يويا يوشيزاوا على موقع قاعدة بيانات كرة القدم.إي يو (الإنجليزية)
- يويا يوشيزاوا على موقع Soccerway.com (الإنجليزية)
- يويا يوشيزاوا على موقع عالم كرة القدم.نت (الإنجليزية)